# Gordon Stewart Anderson
Gordon Stewart Anderson (ur. 8 lipca 1958 w Hamilton, zm. 8 lipca 1991 w Toronto) – kanadyjski pisarz.

## Życiorys
Urodził się w Hamilton, w Ontario, ale wychowywał się w Sault Ste. Marie. Studiował na University of Waterloo i University of Western Ontario. Po ukończeniu studiów zamieszkał w Toronto i próbował przez całe życie rozpocząć karierę pisarską. Zmarł na powikłania związane z AIDS w 1991 i zapewne pozostałby anonimowy gdyby nie fakt, że trzy lata po jego śmierci matka Marlene Lloyd odkryła, że przed śmiercią syn złożył w jednym z wydawnictw manuskrypt powieści. Nosiła ona tytuł „The Toronto You Are Leaving” i opowiadała o życiu środowiska gejowskiego w Toronto w latach 70. XX wieku. Marlene Lloyd odzyskała maszynopis i złożyła go w trzech różnych wydawnictwach, ale żadne z nich nie było zainteresowane publikacją. Swoje zmagania z oporem wydawców oraz smutek po śmierci syna opisała w opowiadaniu „Not a Total Waste: The True Story of a Mother, Her Son and AIDS”. Dopiero w 2006 działania matki Gordona Stewarta Andersona przyniosły efekt i powieść ukazała się drukiem natychmiast zyskując pozytywne recenzje m.in. w The Globe and Mail.